# Rodolphe Dana
Pour les articles homonymes, voir Dana.

Rodolphe Dana est un comédien et metteur en scène français né à Rueil-Malmaison en 1971. Ancien élève du Cours Florent, il est le cofondateur, en 2002, du collectif Les Possédés avec Katja Hunsinger,. Il dirige le Théâtre de Lorient depuis janvier 2016.

## Filmographie

### Télévision
- 2012 : Clara s'en va mourir de Virginie Wagon : Steve
- 2012 : La Baie d'Alger de Merzak Allouache : l'abbé Sintès

### Cinéma
- 2000 : Mortels de Samuel Jouy (court métrage) : Murdock
- 2011 : Pourquoi tu pleures ? de Katia Lewkowicz : Éric
- 2014 : Tiens-toi droite de Katia Lewkowicz

## Théâtre[2]

### Mises en scène
- 2006 : Le Pays lointain de Jean-Luc Lagarce, La Ferme du Buisson, Marne-la-Vallée
- 2007 : Derniers Remords avant l'oubli de Jean-Luc Lagarce, Théâtre Garonne, Toulouse
- 2009 : Loin d'eux d'après le roman homonyme de Laurent Mauvignier, Théâtre Garonne, Toulouse (également adapté avec David Clavel, co-metteur en scène)
- 2009 : Merlin ou la Terre dévastée, d’après Tankred Dorst, La Ferme du Buisson, Marne-la-Vallée
- 2011 : Bullet Park de John Cheever, Théâtre Vidy-Lausanne (également adapté avec Katja Hunsinger)
- 2012 : Tout mon amour de Laurent Mauvignier, Théâtre Garonne, Toulouse
- 2014 : Platonov d'Anton Tchekov
- 2017 : Price de Steve Tesich, Théâtre de Lorient CDDB à Lorient
- 2019 : Jules César de William Shakespeare, Théâtre du Vieux Colombier
- 2020 : Le Misanthrope de Molière,  Théâtre Bernadette Lafont
- 2021 : Scrooge de Charles Dickens, Théâtre de Lorient